# Сантини, Жак
Жак Сантини́ (фр. Jacques Santini; род. 25 апреля 1952, Делль) — французский футболист и футбольный тренер.

## Карьера
Жак Сантини начал свою карьеру в молодёжном составе любительского клуба «Фэш-ле-Шатель». В возрасте 17 лет, он перешёл в клуб «Сент-Этьен». За «Сент-Этьен» Сантини играл с 1969 по 1981 год, за этот период он выиграл с клубом четыре чемпионата Франции и два Кубка Франции, а также один раз был в финале этого турнира. В 1976 году «Сент-Этьен» вышел в финал Кубка европейских чемпионов, но там проиграл 0:1 «Баварии». Сам Сантини стал одним из неудачников финала, выйдя на последних минутах один-на-один с вратарём «Баварии» и пробив с 5 метров выше ворот. В 1981 году Сантини перешёл в клуб «Монпелье» и провёл там два сезона. С 1983 по 1985 год он выступал за клуб «Лизьё», являвшийся тогда любительским.
Во время выступления за «Лизьё» Сантини являлся главным тренером команды. В 1985 году он возглавил клуб первого французского дивизиона, «Тулуза». В первый же сезон Сантини в команде, клуб вышел в Кубок УЕФА. А во второй сезон клуб занял третье место в чемпионате Франции, а в Кубке УЕФА дошёл 1/16 финала, где проиграл «Спартаку» из Москвы. Сантини проработал с «Тулузой» до 1989 года. Потом 3 года Сантини руководил «Лиллем», где наивысшим успехом стало 6-е место. В 1992 году он вернулся в «Сент-Этьен», но хотя клуб и неплохо играл на домашней арене, в гостях команда часто проигрывала, заняв 7-е место. А уже в середине следующего сезона Сантини был уволен. В декабре 1994 года он возглавил «Сошо», находящийся на последнем месте чемпионата Франции, приняв клуб за 13 туров до окончания чемпионата. Сохранить место в Лиге 1 Сантини не удалось.
После неудачи с «Сошо» Сантини несколько лет не занимался тренерской деятельностью. Он два года работал в составе технического комитета сборной Франции, а затем 3 года занимал пост технического директора клуба «Лион», куда его пригласил президент команды Жан-Мишель Оля. В 2000 году он стал на пост главного тренера «Лиона» и в первый же год выиграл с клубом Кубок лиги, а на следующий год победил с командой в чемпионате. В июне 2002 года контракт Сантини закончился, а тренер, выигравший чемпионат, не посчитал нужным просить о продлении, в результате клуб принял решение пригласить на пост тренера Поля Ле Гуэна. По окончании сезона он был признан тренером года во Франции.
В августе 2002 года Сантини возглавил сборную Франции. А через год победил с командой на Кубке конфедераций и легко вывел национальную команду на чемпионат Европы, за эти достижения МФФИИС назвала его лучшим тренером года среди сборных команд. После всех этих успехов Сантини выразил желание продлить контракт со сборной, однако Федерация футбола Франции захотела рассматривать продление лишь после окончания европейского первенства. Тогда Сантини не стал ждать решения федерации и за несколько дней до начала Евро сообщил о том, что подписал контракт с английским клубом «Тоттенхэм Хотспур». На самом чемпионате Европы французы выступили неудачно, проиграв в 1/4 финала Греции.
Тренером «Тоттенхэма» Сантини пробыл только 5 месяцев и 13 официальных игр, после чего уехал из Англии, сообщив, что разрывает контракт по личным обстоятельствам, однако ходили слухи, что уход Сантини был связан с его конфликтом со спортивным директором клуба Франком Андерсеном. 8 июня 2005 года Сантини принял клуб «Осер», но уже 17 мая 2006 года был уволен, после конфликта с вице-президентом клуба Ги Ру. После этого Сантини был без работы, отклоняя предложения национальных сборных Камеруна, Ирана и Туниса, которое он отклонил из-за несогласия с датой вступления в должность и из-за национальности его помощника, которого Сантини хотел видеть исключительно французом. 23 июня 2008 года Сантини предлагали возглавить «Харт оф Мидлотиан», но француз отказался.
В 2010 году принял предложение клуба «Ланс» стать помощником Жана-Ги Валлема.

## Достижения

### Как игрок
- Чемпион Франции: 1973/74, 1974/75, 1975/76, 1980/81
- Обладатель Кубка Франции: 1974/75, 1976/77

### Как тренер

#### Командные
- Обладатель Кубка лиги: 2000/01
- Чемпион Франции: 2001/02
- Обладатель Кубка конфедераций: 2003

#### Личные
- Футбольный тренер года во Франции: 2003
- Лучший тренер национальных сборных: 2003 (версия МФФИИС)